# Ludivine Vedapodagom
Ludivine Vedapodagom, née en 1996 à La Réunion, est une karatéka française, qui pratique le kyokushinkai. Elle est plusieurs fois championne sur des tournois internationaux.

## Biographie
Ludivine Vedapodagom est originaire de Sainte-Marie à l'île de La Réunion. Le karaté est présent dans sa famille depuis qu'elle est née ; elle commence à l’âge de trois ans et fait ses premières compétitions à 5-6 ans. Son père Jean-Luc Vedapodagom l'initie au karaté dès son plus jeune âge avec sa sœur Coraline. Cette dernière a déjà participé à des tournois aussi bien en équipe avec sa sœur que contre cette dernière.
En parallèle à sa carrière sportive, Ludivine Vedapodagom poursuit des études supérieures à La Réunion : elle est licenciée en sciences humaines mention Histoire.

## Palmarès
Ludivine Vedapodagom est la championne d’Europe des poids légers de kyokushinkai et a remporté la médaille d’argent du Championnat d’Europe dans la course par équipes. Elle est également championne des États-Unis en 2020.
- En avril 2016, elle remporte le bronze léger à l’Open de Lyon.
- En 2017, elle participe pour la première fois aux championnats d’Europe. Elle remporte le bronze dans la catégorie course par équipe. En novembre, elle remporte le British Open, où elle est également récompensée pour le meilleur esprit compétitif. Elle participe également aux championnats du monde de Tokyo en novembre, mais termine dans les premiers tours.
- En 2018, elle participe à plusieurs tournois majeurs. En janvier, elle remporte le Championnat des États-Unis, où elle est également récompensée pour la meilleure technicité de match. En mars, elle remporte l’Open d’Espagne, où elle reçoit également le prix du meilleur esprit de combat. En mai, elle remporte le Championnat d’Europe en poids léger après avoir battu la hongroise Leila Polák en finale. Grâce à cette victoire, elle devient sixième mondiale dans sa discipline. En juin, elle termine quatrième de l'All American Open après avoir perdu un match de bronze face à Mariela Zarate. En juillet, elle remporte le titre de championne (par équipe avec Caroline Vedapodagom) toutes catégories. En novembre, elle remporte la médaille d’argent avec Aurélie Apavou et Jean-Luc Vedapodagom, par équipe.
- En juin 2019, elle remporte l’argent à l'All American Open après avoir perdu en finale des poids légers face à Leila Polák.
- En janvier 2020, elle remporte son deuxième championnat américain après avoir battu Coraline Vedapodagom en finale. Elle remporte la médaille de bronze à l'All American Open après avoir perdu en finale des poids légers face à Nanami Sato, cependant elle va terminer troisième en raison d'un système de poule. En juillet elle remporte le All Africa qui la qualifie pour le championnat du monde Open de Tokyo en novembre. Elle est la première Réunionnaise (outre son père) à avoir été sélectionnée pour ce prestigieux tournoi.